# سیارک ۲۵۴۱۸
سیارک ۲۵۴۱۸ (به انگلیسی: 25418 Deshmukh، نامگذاری:1999VG66) بیست و پنج هزار و چهارصد و هجدهمین سیارک کشف شده‌است که در ۴ نوامبر ۱۹۹۹ کشف شد.
قدر مطلق سیارک برابر ۸.۹ است.